# Полянський (заповідне урочище)
Поля́нський — заповідне урочище в Україні. Розташоване на території Надвінянського району Івано-Франківської області, на південний схід від села Бистриця.
Площа 30 га, статус отриманий у 1988 році. Перебуває у віданні ДП «Надвірнянський лісгосп» (Довжинецьке лісництво, квартал 16, виділ 7).